# Ernardo Gómez
Ernardo Andrés Gómez Cañas (Ciudad Bolívar, 30 de julio de 1982) es un jugador profesional de voleibol venezolana, juego de posición opuesto.
Estudios: 
UNISPORTS MANAGEMENT SCHOOOL 2020-2022
MBA Sports Management  and MBA Executive&Sports Coaching and High Performance Psychology

## Palmarés

### Clubes
Copa de Grecia:
- 2001, 2015

Campeonato Grecia:
- 2001, 2003, 2006, 2015, 2017
- 2002, 2004
- 2005

Liga de Campeones:
- 2002

Top Teams Cup:
- 2006

Copa de Turquía:
- 2008

Campeonato Turco:
- 2008

### Selección nacional
Campeonato Sudamericano Sub-19:
- 1998

Campeonato Mundial Sub-19:
- 1999

Campeonato Sudamericano Sub-21:
- 2000

Campeonato Mundial Sub-21:
- 2001

Juegos Panamericanos:
- 2003

## Premios individuales
- 1999: Mejor anotador Campeonato Mundial Sub-19
- 2001: MVP y mejor anotador Campeonato Mundial Sub-21
- 2002: Mejor anotador torneo final Liga de Campeones
- 2003: MVP y mejor opuesto Juegos Panamericanos